# Tajura

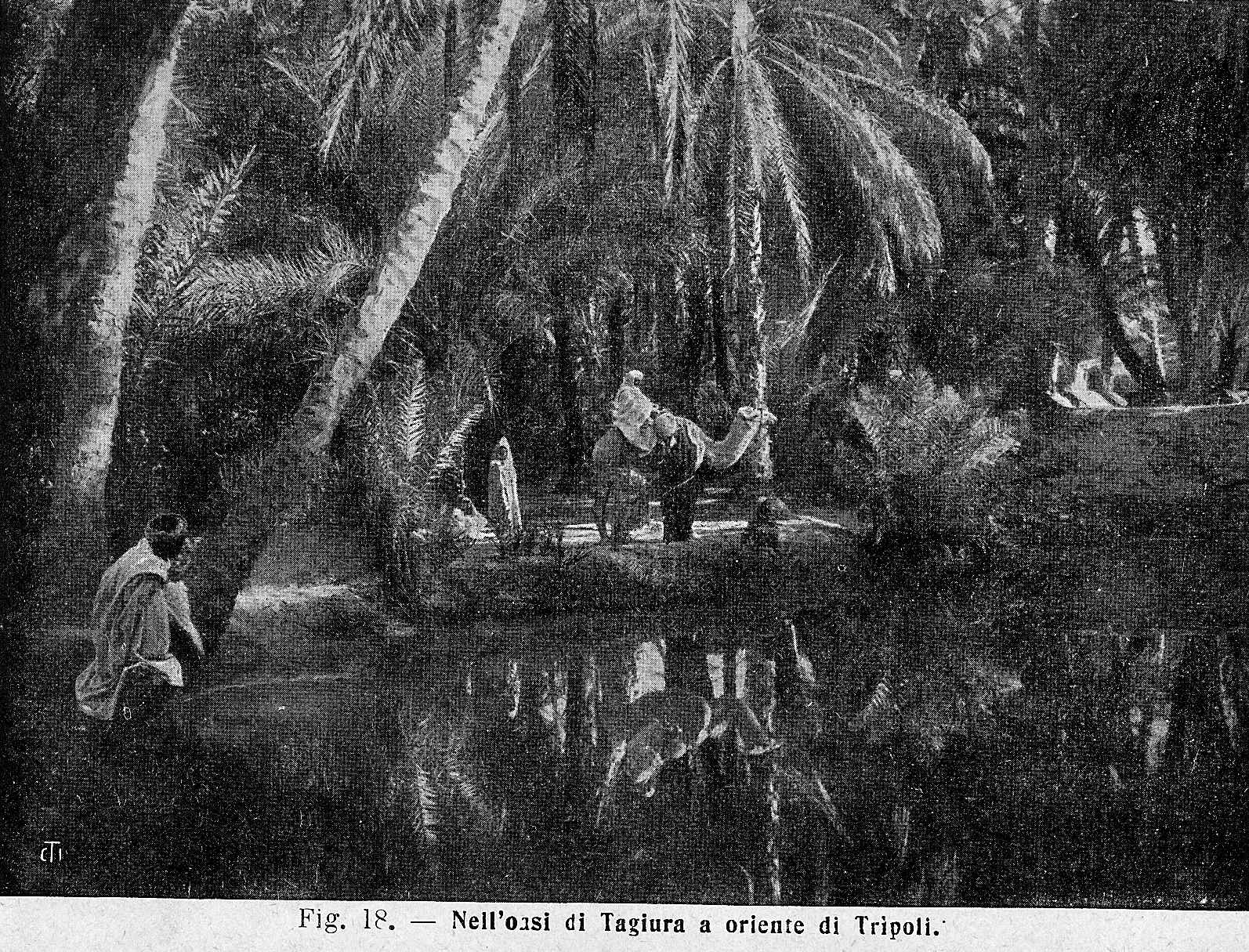
Oásis de Tajura em 1913

Tajura (em árabe: تاجوراء‎; romaniz.: Tājūrā) é uma cidade-oásis da Líbia, situada no distrito de Trípoli. Entre 1983 e 1987, foi capital do distrito de Tajura, e entre 2001 e 2006/2007, foi capital do distrito de Tajura e Arba. Ela teve papel relevante na história de Trípoli, situada a poucos quilômetros a oeste, sobretudo durante o período de ocupação pelo Império Otomano. Desde a década de 1980, abriga um Centro de Pesquisa Nuclear, criado em parceria com a União Soviética e que há anos é supervisionado pela Agência Internacional de Energia Atômica. Desde 2000, há um Centro de Pesquisa em Biotecnologia criado em parceria com a UNESCO e desde 2011, Tajura foi palco de inúmeros conflitos oriundos da Guerra Civil Líbia daquele ano e dos conflitos subsequentes deflagados após a morte de Muamar Gadafi.

## História
Em Tajura foram escavados um mosaico no qual há uma representação de Netuno e uma estátua de pequenas proporções. Tajura é habitada por berberes sobretudo oriundos dos huaras, um importante ramo tribal. Desde a Antiguidade, também foi habitada por judeus. Em 1510, quando Trípoli foi capturada pela Espanha, Tajura permaneceu sob controle dos muçulmanos e os judeus da cidade não precisaram ser exilados como seus conterrâneos de Trípoli. Em 1531, o Império Otomano tinha base em Tajura e Barba Ruiva usou-a para operações contra os cristãos em Trípoli. Nessa época estabeleceu-se ali Raxide, príncipe do Reino Haféssida, que após rebelar-se contra seu irmão Amade, procurou ajuda dos turcos em Argel.
Tajura se torna então centro de refugiados políticos e tribais do território haféssida que tinham a intenção de lutar, sob comando turco, contra os haféssidas e cristãos. Em 1536, Caramane, o oficial turco de Tajura, tentou capturar Trípoli; construiu um forte nas imediações e se preparou para bloquear os cavaleiros dentro das muralhas até se renderem, mas um surto de praga obrigou-o a levantar o cerco. Após o Cerco de Trípoli de 1551, o capitão paxá Sinane, que liderou o ataque, confiou o governo da cidade recém-capturada para Murade, oficial que administrou Tajura desde 1539. Sob Jafar Paxá (r. 1586–1631), Iáia Suaidi rebelou-se contra a autoridade turca, capturou Misurata e Tajura e sitiou Trípoli, mas sua revolta foi suprimida. Em 1911, na Guerra Ítalo-Turca de 1911-1912, o oásis foi bombardeado por tropas italianas lideradas por Giulio Gavotti.
Na década de 1930, os italianos escolherem as planícies de Tajura, as colinas de Homs, os montes de Taruna e as planícies de Jafara para se assentarem. Tajura é sede do Centro de Pesquisa Nuclear. Em 1979, como resultado da cooperação nuclear soviete-líbia, concluiu reator de pesquisa de 10 MW nessa cidade. Na década de 1980, foi feita a conversão não declarada em escala laboratorial de urânio. Um técnico estrangeiro participou no projeto para criar programa para produzir centrífugas de gás para enriquecer urânio. Entre 1984-1990, o país produziu dúzias de óxido e urânio metálico, alguns deles irradiados no reator de Tajura para produzir radioisótopos; em 8 de março de 2004, a Rússia, Estados Unidos e Agência Internacional de Energia Atômica (AIEA) removeram 16 quilos de urânio enriquecido e em 2011 a AIEA realizou uma inspeção em Tajura e num armazém em Saba que armazena bolo amarelo. Em 2000, foi lançado projeto no âmbito da cooperação entre a UNESCO e a Líbia que resultou na criação do Centro de Pesquisa em Biotecnologia (CPB) em Tajura.

### Guerra Civil Líbia
Em fevereiro de 2011, na Guerra Civil Líbia, manifestantes protestaram contra Muamar Gadafi em Tajura. Judith Drotar, um dos milhares de expatriados estrangeiros que fugiram do país, afirmou que havia snipers em telhados de residências da cidade  e um jornal que antes apoiava o governo relatou que mercenários africanos estavam disparando contra civis desarmados; a CNN apurou a afirmação, mas não confirmou-a. Em março, autoridades líbias afirmaram que uma base militar na cidade foi atacada e que Gadafi bombardeou área residencial, matando muitos civis. Civis também disseram que a polícia especial invadiu casas e capturou vários jovens.
Em 22 de agosto, o porta-voz Bani afirmou que insurgentes de Zauia receberam reforços de Misurata e Zlitene, que aportaram em Tajura. Gadafi instou seus apoiadores a marcharem para expurgar "oficiais dos colonizadores" (referência a insurgentes apoiados pela OTAN), pois destruiriam Trípoli. Além disso, deu entrada no hospital para tratamento cardíaco em Tajura, mas não se sabe se foi para tratamento médico ou se para conseguir abrigo. Os confrontos em agosto em Tajura acarretaram a morte de ao menos 123 insurgentes.
Em 2013, membros do Estado Islâmico atacaram com explosivos mausoléu do século XVI. Em novembro, o primeiro-ministro Ali Zidan (2012–2014) se envolveu nos confrontos deflagados em Tajura entre milícias locais e milícias de Misurata. Em agosto de 2014, um chefe de polícia de Trípoli, Maomé Suissi, dirigiu-se a Tajura para reunião do conselho municipal, mas ao retornar foi atacado e morto. Em 4 de dezembro, um grupo de mais de 100 refugiados, a maioria deles gambianos, partiu da África em direção a Europa a partir de Tajura; Sábrata, Zauia, Trípoli, Tajura e Garabuli são alguns dos principais pontos no litoral líbio onde refugiados são traficados à Europa dentro de contêineres da China e Turquia. Em agosto de 2016, uma brigada tajurana dirigiu-se a Sirte para defendê-la dos combatentes do Estado Islâmico. Em 24 de junho de 2017, a Agência de Controle de Imigração em Tajura disse que locais encontraram 5 corpos do que pensaram ser imigrantes ilegais.